# Efeito pele de carneiro
O efeito pele de carneiro (nome dado em homenagem ao pergaminho em que os diplomas eram tradicionalmente escritos) é um fenómeno da economia aplicada que observa que as pessoas que possuem um grau académico completo ganham um rendimento maior do que as pessoas que têm uma quantidade equivalente de estudos sem possuir um grau académico. Há muitos artigos de economia aplicada que investigam o efeito de sinalização da posse de tal diploma académico.[carece de fontes?]
Por exemplo, se o Aluno A estiver a um crédito de obter o grau de Bacharel, enquanto o Aluno B já obteve o grau de Bacharel, então os dois alunos têm essencialmente a mesma quantidade de educação. Entretanto, de acordo com o efeito pele de carneiro, o Aluno B ganhará um rendimento maior que o Aluno A.[carece de fontes?]
A investigação sobre o efeito pele de carneiro pode ser dividida em estudos de efeitos de grau explícitos e, como muitos dos conjuntos de dados úteis não relatam explicitamente os graus, estudos sem medidas explícitas de grau.[carece de fontes?] Estes últimos utilizam normalmente 12 anos de educação como um substituto para um diploma do ensino secundário e 16 anos como um substituto para um grau de bacharelato. Uma revisão de um quarto de século de estudos quantitativos de ambos os tipos encontra evidências consistentes do efeito pele de carneiro em todos os estudos, exceto em alguns. Uma análise dos dados do grande General Social Survey indica que mais de 60% do benefício económico de uma educação advém do grau propriamente dito e não dos anos ou créditos obtidos - especialmente no ensino secundário e na universidade.